# Гузум (Нижня Саксонія)
Гузум (нім. Husum) — громада в Німеччині, розташована в землі Нижня Саксонія. Входить до складу району Нінбург. Складова частина об'єднання громад Міттельвезер.
Площа — 39,84 км2. Населення становить 2387 ос. (станом на 31 грудня 2021).